# Pirata spatulatus
Pirata spatulatus är en spindelart som beskrevs av Jian-yuan Chai 1985. Pirata spatulatus ingår i släktet Pirata och familjen vargspindlar. Inga underarter finns listade i Catalogue of Life.